# 沙市南站
沙市南站位于湖北省荆州市沙市区，是荆沙铁路位于荆州端的终点站，货运四等站以下；车站建于1996年，距离荆门南站90公里，2014年3月新增货物线煤炭装卸线工程开工。